# A Tale of Two Cities (película de 1911)
A Tale of Two Cities (en España: Historia de dos ciudades) es una película muda producida por Vitagraph Studios, basada en la novela homónima de Charles Dickens, protagonizada por Maurice Costello y Florence Turner, entre otros. No hay unanimidad en las fuentes con respecto al director; en los créditos de la película figura Charles Kent pero en diferentes fuentes se menciona a William J. Humphrey.

## Argumento
En Londres, Lucie Mannette se entera de que su padre, el Dr. Manette, ha sido liberado de la Bastilla y que vive en la tienda de vinos que tiene su antiguo sirviente Defarge en París. Jarvis Lorry la ayuda y la lleva a reencontrarse con su padre. Mientras tanto, Charles Darnay, de familia noble, renuncia a su título nobiliario, deja sus posesiones para ayudar al pueblo y se marcha a Inglaterra donde es acusado de ser un espía. El abogado Sydney Caron consigue que sea declarado inocente cuando demuestra que el testigo es incapaz de distinguirlo de Darnay. Al ser liberado, Lucie da las gracias al abogado y él se enamora de ella, pera esta se casa con Darnay. Posteriormente, durante el Reinado del Terror, Darnay es capturado en Francia y condenado a la guillotina por ser un noble. Entonces Carton, le visita a la cárcel y se intercambia con él para que Lucie pueda recuperar a su marido.

## Reparto
- Maurice Costello (Sydney Carton)
- Florence Turner (Lucie Manette)
- Norma Talmadge (mujer que acompaña Carton a la guillotina)
- William J. Humphrey (el duque de Evremonde)
- Florence Foley (hija del leñador)
- Kenneth Casey (hijo del duque)
- James W. Morrison (hermano de la campesina)
- Charles Kent (Dr. Manette)
- Lillian Walker (campesina perseguida por el marqués)
- Leo Delaney (Darnay)
- William Shea (Jarvis Lorry)
- Mabel Normand
- Earle Williams
- Edith Storey
- John Bunny
- Ralph Ince
- Julia Swayne Gordon
- Helen Gardner
- Tefft Johnson
- Dorothy Kelly
- Edwin R. Phillips
- Eleanor Radinoff
- Anita Stewart
- Lydia Yeamans Titus